# Rinschheim
Rinscheim ist ein Stadtteil von Buchen (Odenwald) im Neckar-Odenwald-Kreis (Baden-Württemberg).

## Geografische Lage
Das Haufendorf Rinschheim liegt im Bauland, etwa fünf Kilometer östlich der Kernstadt Buchen im oberen Rinschbachtal.

## Geschichte
Einzelne Funde aus der Bronzezeit belegen bereits frühe Anwesenheit von Menschen. Unmittelbar östlich vom heutigen Rinschheim verlief der Obergermanisch-Raetische Limes, von dem noch Reste römischer Wachposten in Ortsnähe sowie das oberirdisch nicht mehr sichtbare Kleinkastell Rinschheim unmittelbar am nordöstlichen Ortsbereich zeugen.
Die erste urkundliche Erwähnung als Rinzesheim im Lorscher Codex stammt von 788 aus einer Güterschenkung an das Kloster Lorsch. Die Ortsherrschaft lag später bei den Herren von Dürn, ab 1322 hälftig bei den Rüdt von Collenberg und beim Kloster Amorbach, ab 1485/86 beim Kloster Amorbach mit Landesherrschaft beim Kurfürstentum Mainz.

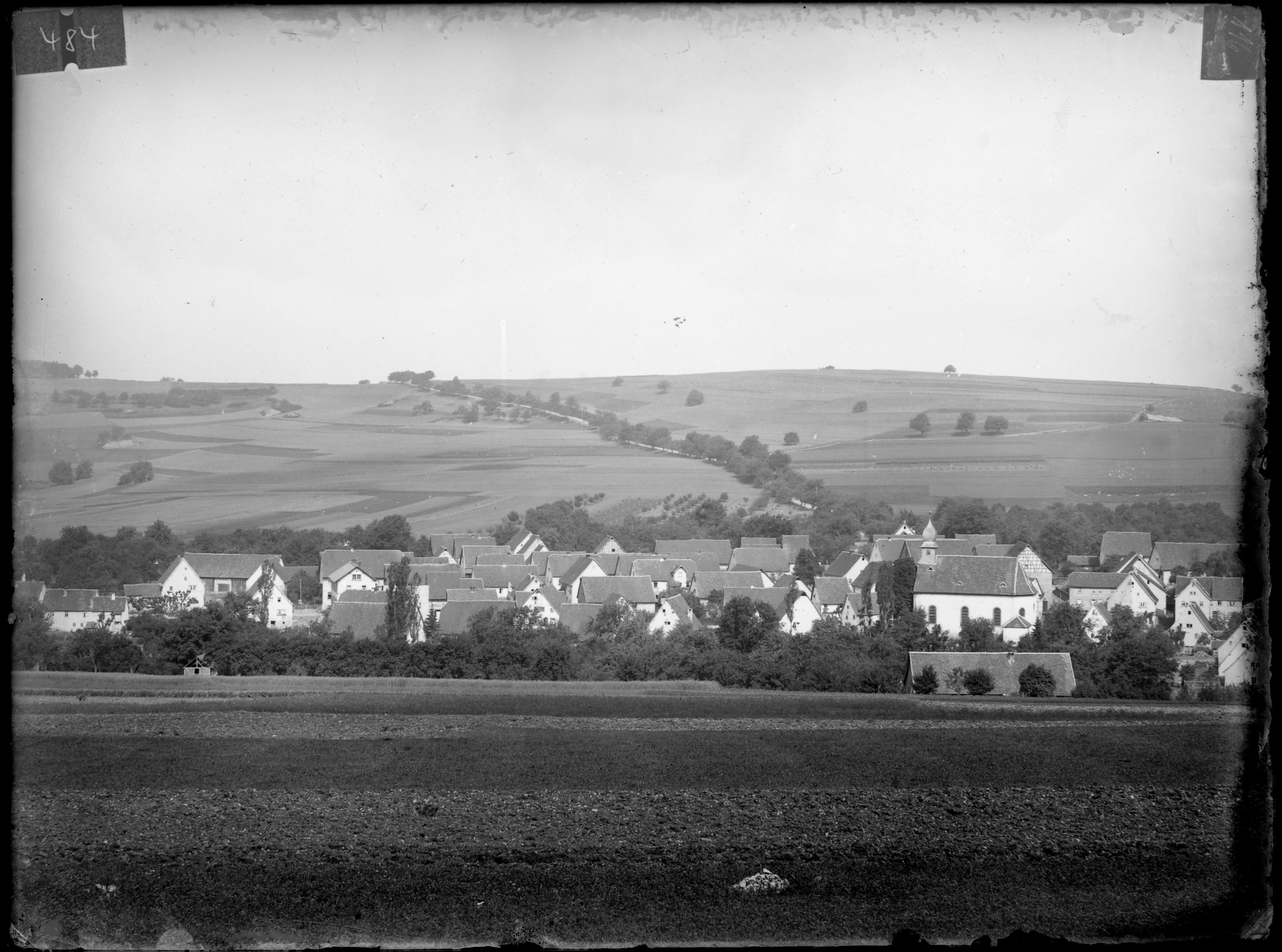
Rinschheim um 1900

1803 kam Rinschheim im Rahmen der Säkularisation zum Fürstentum Leiningen und 1806 zum Großherzogtum Baden. Zum 1. Oktober 1974 erfolgte die Eingemeindung nach Buchen.
Kirchlich war das überwiegend katholische Rinschheim ein Filialort der Pfarrei Götzingen. 1805 wurde die Filialkirche St. Hippolyt und Kassian als kleiner Saal mit zwiebelgekröntem Dachreiter neu errichtet.
Am 1. Oktober 1974 wurde die Stadt Buchen mit Götzingen, Hainstadt, Hettigenbeuren und Hettingen zur heutigen Stadt Buchen vereinigt. Rinschheim kam am selben Tag hinzu.

## Wappen
In geteiltem Schild oben in Silber drei (2:1) blaue Lilien, unten in Blau ein rotbewehrter, rotbezungter silberner Adler. - Die Lilien erinnern an das Kloster Amorbach, der Adler an die Fürsten von Leiningen.

## Landwirtschaft
Rinschheim ist ein landwirtschaftlich geprägter Ort, allerdings mittlerweile ohne hauptberufliche Landwirte. Als Ort im Bauland liegt Rinschheim in der „Heimat des Grünkerns“, der als Dinkel halbreif geerntet und unmittelbar darauf künstlich getrocknet (gedarrt) wird. Eine restaurierte alte Grünkerndarre erinnert an die bäuerliche Geschichte.

## Kultur und Sehenswürdigkeiten

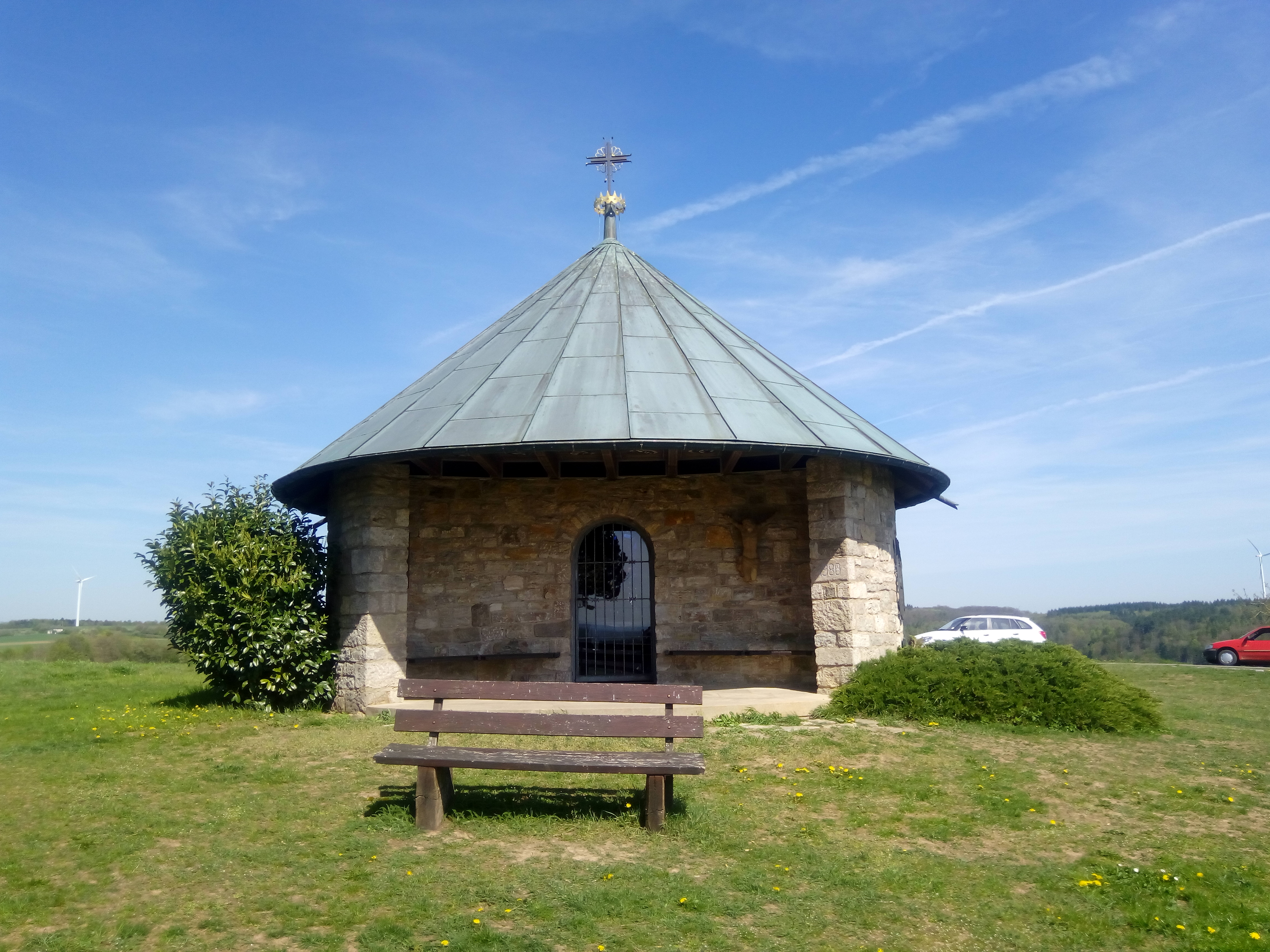
Bergkapelle Rinschheim

### Limes-Radweg
Durch Rinschheim führt der Abschnitt Walldürn–Leibenstadt des 818 Kilometer langen Deutschen Limes-Radwegs von Bad Hönningen durch Westerwald, Taunus und Odenwald nach Regensburg, orientiert am historischen Verlauf des Obergermanisch-Raetischen Limes. Als Teilabschnitt des Deutschen Limes-Wanderwegs durchquert der Limes-Wanderweg des Schwäbischen Albvereins den Stadtteil. Von Miltenberg bis Osterburken wird dieser Weg als Östlicher Limesweg vom Odenwaldklub betreut.